# 洪承疇
洪承疇（1593年10月16日—1665年4月3日），字彥演，號亨九，福建南安英都（今英都镇良山村）人。明末清初政治人物和軍事人物。崇禎時官至兵部尚書、薊遼總督，松錦之戰敗戰後降清，成为清朝首位汉人大学士。
洪在明代時討伐流寇、滿人屢戰皆捷，但在松錦之戰兵敗降清。清兵入關以後，洪承疇獻計甚多：在政治上，他建議清廷採納許多明朝的典章制度，完善清王朝的國家機器；在文化上，他則建議滿洲統治集團弘揚儒家學術，尊信孔孟，“習漢文，曉漢語”，瞭解汉人禮俗，淡化滿漢之間的差異，以為统治基礎。這些措施多數得以推行，對鞏固清朝統治的功勞極大。

## 生平

### 早年
洪承疇早年家貧，小時候即幫助母親兜售豆干為生，十一歲即輟學。曾任雲南按察使的族叔洪啟胤同情他，便用《史記》、《三國志》、《資治通鑑》、《孫子兵法》等書籍來教導洪承疇。
萬曆四十三年（1615年），考上举人；次年入京參加會試，廷試聯捷二甲十七名進士。

### 官場生涯
萬曆四十四年（1616年），考上進士後，隨即被授予刑部江西司主事，歷任貴州司員外郎、雲南司郎中等職。
泰昌元年（1620年），升任浙江提學僉事，天啓二年（1622年）四月又升浙江布政使司右參議、宁绍兵备道。四年升江西按察司副使，五年正月舉卓異，賜宴禮部。六年十一月升任陝西布政司右參政、督粮道。
崇禎年間，流寇大起。时年，洪承畴三十七岁，韩城遭民军王左桂围攻，杨鹤调洪承畴救援，洪承畴带数百由家丁、仆人、伙夫拼凑的军队，首赴沙场，以卓越指挥解围韩城，斩賊五百餘人。此后两个月之中，所部连战连捷，人称“洪兵”。洪承疇認為民軍順逆不定，所以好殺降卒，“托塔王”王左桂投降，承畴宴请，席间杀之。
崇祯四年（1631年）四月，曾令贺人龙等设酒宴犒劳降卒，趁機杀了300余人。费密说：“陕西总督某招抚数千人，某日遣降卒去砍柴拔草，拿走他們的弓箭，突然發動数千個弓箭手，將他們射殺。降卒见状，纷纷拔木举石，奋起反抗，突围而出。从此以后，民军绝了投降之心。”同年八月，延绥巡抚死于任上，洪承畴代之为巡撫，三边总督杨鹤被罢，洪承疇十月授陝西三邊總督。
崇祯七年（1634年），五省总督陈奇瑜設下妙計，困民军于車箱峽，李自成肉袒牽羊投降。陈奇瑜共俘民軍三萬六千人，命五十餘名安撫使押送回原籍，但此三萬六千人隨即刺殺安撫使，繼續叛亂，沿途燒殺擄掠，關中百姓死傷慘重，陈奇瑜因此奪官下狱。由洪承畴加太子太保、兵部尚書，兼督河南、山西、陝西、四川、湖廣等處軍務，鎮壓農民起義。
崇祯八年（1635年），洪承畴组织围剿卓有成效，几个月内，各地民军肃清，民军主力又被压缩至洛阳附近。斯时，民军召开“荥阳大会”，聚“十三家”和“七十二营”之众，会上李自成倡议兵分三路，一路往山西，一路往湖广，一路往中都凤阳。赴凤阳之民军，毁明皇陵。六月，曹文诏受命出击，中伏身死。洪军三月间至河南时，义军已大部又集中于陕西；洪承畴回军函關。此时李自成破咸阳，逼西安；高迎祥、张献忠等乘官军被牵制于陕，三入河南。明廷认识到民军流动作战，又改以分区负责，重点进攻。1635年8月，五省总督盧象昇专治中原；洪承畴专治西北，各自负责，相互协同。崇祯九年（1636年）春，民军连连失利。
崇祯九年（1636年），洪承畴受命專督關中，在临潼破民军。孙传庭在子午谷大败闯王高迎祥，高迎祥败走，洪承畴俘之，送北京处死，李自成获推继任闯王，號稱「李闖」。此时清军犯边，盧象昇调往边境援助，中原民军复起。张献忠在南阳为左良玉击败，熊文灿理中原军务后，招抚张献忠等人。
崇禎十一年（1638年）十月，洪承畴大破李自成，李自成败走商洛，只剩下十八個骑兵，明末農民起義轉入低潮。（潼关南原大战）受杨嗣昌掣肘的盧象昇陣亡於鉅鹿之後，崇祯帝不得已将洪承畴从西线调来，给予李自成、张献忠喘息之机。

### 松山敗戰
崇禎十一年十二月（1639年），盧象昇戰死，崇禎十二年調任洪承疇為薊遼總督，繫東北邊防，防衛滿洲。崇禎十三年（1640年）冬，清军攻锦州及宁远，洪承畴派兵出援，败于塔山、杏山。
为挽救辽东危局，崇禎十四年（1641年），洪承畴率八總兵、十三萬人集结宁远。三月，皇太极率大军围困锦州。时八总兵均怀骄横，不易服从统一号令。洪承畴主张徐徐逼近锦州，步步立营，且战且守，勿轻浪战。于是，明军控制了松山至锦州的制高点，以凌厉攻势重挫清军，局势开始好转。然而兵部尚書陳新甲以兵多餉艱為由，派张若麒和马绍愉监督和催洪進軍，并以袁崇焕斩毛文龙之事谈款逼迫洪承畴出战。张若麒则倚仗陈新甲，架空洪承畴，夺其兵权。
洪承畴拖垮清军之方略因此无法实施，不得已出战，率军进入松山，意图在松锦与之决战。皇太极闻洪承畴至，亲率正黄旗與鑲黃旗来援，部署对明军形成大包围态势，并断明军粮道。洪承畴主张决一死战，各总兵却主后撤，终决议突围。突围途中，各军不待军令，争先退走，清军趁势掩杀。洪承畴率万人残兵坐困松山城，突围屡不成。翌年城陷，洪承疇兵敗被俘至盛京，史稱松錦之戰。
洪承疇被俘後為表示忠於明室，宣佈絕食，要自殺殉國，皇太極將洪承疇關在獄中，但費盡心思招降洪承疇，給予黃金、古玩、美女，洪承疇都拒絕了。相傳還派愛妃莊妃前去獄中探望，致贈人參湯，洪承疇感動不已。在洪氏即將動搖時，皇太極派遣范文程招降洪承疇，洪承疇一直謾罵，范文程不理會，只跟他聊歷史，洪承疇答話時，屋頂上灰塵掉落，洪承疇怕汙了衣服，急急擦拭。范文程離去，便告訴皇太極說：「洪承疇不想死。連一件衣服都如此愛惜，何況命呢？」皇太極於是召見洪承疇，天氣甚冷，洪承疇挺立不跪，皇太極將自己身上的貂皮大衣脫了，披在洪承疇身上，洪感動落淚，跪地叩首，降清。
洪承疇兵敗的訊息傳到明朝朝廷，崇禎帝以為洪承疇戰死，設了十六壇哭祭之。不料在第九壇時，探子來報，說洪承畴降清了，於是撤收祭壇而去。然據《崇禎長編》所收史可法奏摺，說「今承疇死矣」，此奏離崇禎帝殉國僅兩個月，故崇禎帝撤收祭壇之說可疑。

### 仕清歲月

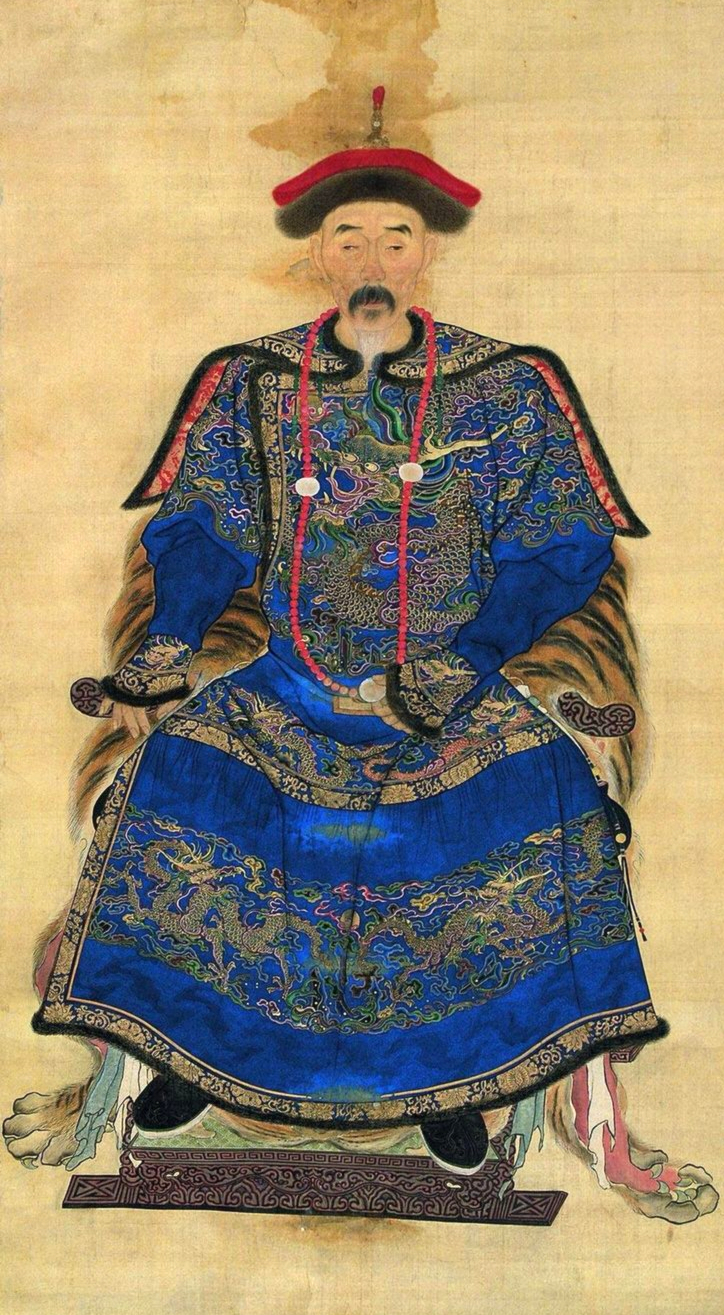
洪承疇晚年像

洪承疇是最早提出清兵入關後首要任務就是剿滅流賊，其後他本人為此不遺餘力，献计多尔衮。随多尔衮南下，闻甲申之變，李自成大顺军陷北京，崇禎帝自盡，明朝滅亡。洪承畴建议“出其不意，从蓟州、密云近京处，疾行而进”，直趋北京，多尔衮用之，终杀败大顺军。洪承畴建言将目标对准大顺军，招纳故明遗臣，很快清廷稳定北直隸、山東、山西三省之地，遷都燕京。
入关后，顺治帝任命他为太子太保、兵部尚书兼都察院右都御史，入内院佐理军务并授秘书院大学士，成为清朝首位汉人大学士。
顺治二年（1645年）五月，多铎灭南明弘光政权。多尔衮于闰六月以洪承畴代多铎，授予“招抚江南各省总督军务大学士”，敕赐便宜行事。洪承畴在任期间，竭力缓和满汉的民族矛盾，以綏靖招安为主，但如不歸順，就處死，乃至於殺害大批明室忠臣义士，遭天下唾骂。
顺治四年（1647年），洪承畴丧父丁憂，回乡守制。
顺治五年（1648年）四月，奉召返京，再次入内院佐理樞密，摄政王多尔衮倾心任用。
顺治十年（1653年）五月，时年61岁，已任内翰林弘文院大学士、兵部尚书兼都察院右副都御史，佐理机务，兼任《大清太宗实录》总裁官的洪承畴，又被任命为“太保兼太子太师，经略湖广、广东、广西、云南、贵州五省，总督军务兼理粮饷”，“吏、兵二部不得掣肘，户部不得稽迟”，“事后报闻”，出师征讨南明永历政权。
至顺治十六年（1659年），正月，清军平定云南，洪承畴疏请发内帑赈济贫民，并暂缓向逃亡缅甸的桂王餘部进军，使战乱之后的云贵社会秩序趋于安定，生产开始恢复。八月，以年老体衰、目疾加剧请求返回北京，翌年奉旨回京，却遭冷遇。
顺治十八年（1661年）正月，顺治帝逝世，康熙帝即位。洪承畴也已69岁，仍任大学士，于五月疏乞休。朝廷几经争论，授以三等阿达哈哈番（轻车都尉）世袭爵位。
康熙四年二月十八日（1665年4月3日），洪承畴逝世，享壽七十一岁。諡文襄。

## 身後
乾隆四十一年十二月初三日一份詔书中，命国史馆编纂《明季贰臣传》。洪承畴等出于“开创大一统之规模，自不得不加之录用，以靖人心而明顺逆。今事后平情而论，若而人者，皆以胜国臣僚，乃遭际时艰，不能为其主临危授命，辄复畏死刑生，靦颜降附，岂得复谓之完人”之理由被列入《明季贰臣传》甲篇中。

## 軼事
洪承疇是明末重臣，討伐流賊與滿人立下大功，崇禎帝非常器重，導致他投降後，屢遭明朝遺老羞辱，類似的故事發生過許多次。在现代也被许多中国的汉民族主义者视为“汉奸”。

### 郭都賢
赵尔巽《清史稿》載洪承疇早年受到郭都賢的幫助，視郭都賢為恩師。洪承疇降清後，郭都賢隱居桃江，洪前去拜望郭都賢，欲以厚報。洪承疇給郭都賢金錢，郭都賢不接受，又說要奏封郭都賢之子為監軍，郭都賢又謝絕。都賢把眼睛瞇起，假裝自己失明，洪承疇訝異問「何時得眼疾？」郭都賢說：「自從認識您的時候，眼睛就瞎了。」洪承疇頓時無言以對。

### 金聲
金聲兵败被擒，执送南京，大声问曰：“尔识我否？”承畴曰：“岂不识金正希！”洪亦问曰：“尔识我否？”正希曰：“不识也。”洪承畴曰：“我便是洪亨九。”金正希喝曰：“咄，亨九受先帝厚恩，官至閣部，辦虜陣亡，先帝慟哭輟朝，御製祝版，賜祭九壇，予諡、蔭子，此是我明忠臣，爾是何人，敢相冒乎？”洪承疇招降不得，只好將他斬首。

### 孫兆奎
洪承疇與史可法是好朋友，得知史可法已死，本來想要救史可法，卻來不及，一直引以為憾。但當時廣泛謠傳史可法在揚州未死，死的只是一個形貌相似的人。蘇州孫兆奎因起兵失敗，被押到南都白下城。洪承疇與孫兆奎也有老交情，問他說：“先生在軍中，知道揚州閣部史公死了呢，還是沒有死呢？”孫兆奎回答說：“經略從北方來，是否知道原在松山殉難的督師洪公真的死了呢，還是沒有死呢？”洪承疇非常惱怒，把孫兆奎斬了。

### 左懋第
左懋第被扣留後，清廷遣洪承疇前來說降，左懋第說：「此鬼也。洪督師在松山死節，先帝賜祭九壇，今日安得更生？」洪承疇慚愧而退。

### 黃道周
黃道周被清兵俘至金陵獄中，獄中吟詠如故，洪承疇前去勸降，黃道周寫下這樣一副對聯：「史筆流芳，雖未成名終可法；洪恩浩蕩，不思報國反成仇。」將殉難的史可法與洪承疇對比。承疇頗愧，上疏請求免除道周死刑，清廷不准。

### 夏完淳
夏完淳十七岁因為反清復明被捕，洪承畴想要保全夏完淳性命，亲自审讯：「小孩子懂得甚麼，怎麼可能起兵造反。只是誤墮入叛賊之中而已。現在歸順的話，會讓你當官。」夏完淳堅決不投降，還說：“我聽說洪亨九先生，是本朝的人傑，在松錦之戰陣亡，英勇殉國了。先帝震驚哀悼，給予褒揚撫恤，此事感動中華與夷狄。我常常思慕其忠烈，我年紀虽小，杀身报国這種事，當然是當仁不讓！”旁边的兵士以为夏完淳果真不認識洪承畴，提醒他：「上面坐的就是洪亨九大人。」夏怒斥道：“洪亨九先生殉於王事已久，天下沒有人不知道的，還曾经御祭七坛（其實是九壇），天子亲临，泪满龙颜，群臣都跟著哭了。你們是甚麼逆黨，敢假託洪亨九之名，汙衊他的忠魂！”洪承畴保全不得，只好將他斬殺，年僅十七。

### 王之仁
明朝興國公王之仁把全家老小溺死之後，在松江登陸，穿得非常體面，百姓驚訝地圍觀，王之仁入見洪承疇，自稱：「之仁是前朝大帥，不願意暗中自溺；願意來求見，光明正大的死。」承疇以禮相待，命他薙髮歸順清朝，之仁不從，於是洪承疇決定處斬王之仁。之仁死前，大罵承疇：「以前先帝設三壇（其實是九壇）祭你，跟祭一條狗也差不多！」

## 家族
洪承疇系英都洪氏東軒五房族裔，曾祖洪以詵、祖洪有秩、父洪啟熙，母傅氏，弟洪承畯。

## 紀念
洪承畴故居在今福建南安市英都镇霞美村，現為洪承畴纪念园。

### 引用
1. ↑  泉州市地方志编纂委员会编. . 北京: 中国社会科学出版社. 2000-5: 第一章　人物传. ISBN 7-5004-2700-X. （原始内容存档于2009-09-15）.
2. ↑  《萬曆四十四年丙辰科進士履歷》：洪承疇，亨九，易三房，丙申九月二十二日生。南安人，乙卯二十一，会二百七十，二甲十七名。吏部政，授刑部主事，己未升貴州司员外，庚申升云南司郎中，庚申升浙江提学佥事，壬戌升本省参议，甲子升江西付使，改陕西右参政，己巳升按察使，庚午都察院右佥都御史、巡抚延绥，辛未升兵部右侍郎兼右佥都御史，总督三边，甲戌兼摄五省。
3. ↑  《崇祯实录》：洪承畴集兵数万，待援未决。上忧之，问新甲「计安出」？新甲求退，与阁臣及侍郎吴甡、总督傅宗龙酌议：『请遣司官面商于承畴，有十可忧、十可议；祈皇上察报』！从之；遂命职方郎中张若麒往。
4. ↑  《崇祯实录》：职方郎中张若麒躁率喜事，见前战松山、石门皆有斩级，谓「围可立解」，上密奏；命留关外料理.....新甲荐前绥德知县马绍愉为兵部职方主事，出关赞画；若麒、绍愉并谓兵可战，遂不用承畴策。
5. ↑  《弘光实录钞》：新甲令石凤台与虏通，而恶洪承畴挠其事，因虏困锦州，急遣张若麒催战，欲承间杀畴胁款。此即崇焕杀文龙故智也。
6. ↑  《明清史料乙编第四本》：何乃贼臣若麒振臂奋袂，挟兵曹之势，收督臣之权，纵心指挥，致使OO但知有张兵部，不知有OO督。而督臣始无可为矣。夫朝廷以十万付督臣者，以其能统三军之事也。若麒逞其私势，而夺OO之权，军事大坏，可斩一也
7. ↑  《国榷》卷97：洪承疇對諸將說“虽粮尽被围，应明告吏卒，守亦死，不战亦死，如战或可死中求生。不佞决意孤注，明日望诸军悉力。”
8. ↑  李光濤.  (PDF). 《中央研究院歷史語言研究所集刊》. 1971年, 第四十三本 (第三分): 441 [民國六十年]. 简明摘要.
9. ↑  张岱《石匮书后集》卷三十七《黄道周金声列传》
10. ↑  徐珂《清稗類鈔·譏諷》〈洪公果死耶〉洪承疇降時，方喧傳揚州史可法實未死，當時就義者偽也。洪與史交最密，初欲救之，不及，恆引為憾。當時擾亂之際，亂事紛起，吳中孫兆奎其一也。孤軍被陷，執送南都。
11. ↑  全祖望《梅花嶺記》
12. ↑  陈田《明诗纪事辛籤·夏完淳》
13. ↑  《明季南略·卷十》：興國公王之仁，載其妻妾並兩子、幼女、諸孫等盡沈於蛟門下；捧敕印北面再拜，投之水。獨至松江，峨冠登陸；百姓駭愕聚觀。之仁從容入見內院洪承疇，自稱『仁係前朝大帥，不肯身泛洪濤；願來投見，死於明處』。承疇優接以禮；命薙髮，不從。八月二十四日（丁酉），見殺。聞之仁罵承疇曰：『昔先帝設三壇祭汝，殆祭狗乎』！
14. ↑  .   [2017-08-14]. （原始内容存档于2021-04-09）.

## 延伸阅读
[在维基数据编辑]
 《清史稿/卷237》，出自趙爾巽《清史稿》
 在维基共享资源阅览影像
| 官衔          | 官衔                                              | 官衔          |
| ------------- | ------------------------------------------------- | ------------- |
| 前任： 吳阿衡 | 明朝薊遼總督 崇禎十二年－十四年（1639年－1641年） | 繼任： 楊繩武 |